# Actinomycetota
Actinomycetota ou Actinobacteria (do grego “aktis”, traço e “mykes”, fungo), é um filo de bactérias gram-positivas, conhecidas também como actinomicetos ou actinobactérias. Estas bactérias são constituídas por micélios, com organização filamentosa, muitas vezes ramificada. Dada sua semelhança com fungos e por produzirem, como estes, cadeias de esporos semelhantes a conídios, os Actinomicetos são com frequência erroneamente classificados como tais. Nesse sentido, a organização filamentosa ramificada é semelhante à hifa fúngica, porém mais estreita, com diâmetro de 0,5 a 1,0 µm e, fisiologicamente, se assemelha às bactérias. Além disso, ao contrário dos fungos, as actinobacterias são organismos procarióticos e, em sua grande maioria, aeróbios.
Além disso, esses tipos de bactérias compartilham duas características: todas são gram-positivas e apresentam alta razão de G+C (guanina/citosina) em seu DNA, podendo exceder 70% do total de bases nucleotídeas, variando de 51% em Corynebacterias a mais de 70% em Streptomyces e Frankias.
As actinobactérias podem ser autótrofas, heterótrofas, fototróficas ou quimiotróficas. A maior parte dos organismos que compõem esse grupo é aeróbia, mas existem organismos que podem ser anaeróbios ou anaeróbios facultativos.
Essas bactérias podem se reproduzir por esporos, esporangiósporos ou conidiósporos. Os esporos, produzidos em grande número, são a principal forma de multiplicação, sendo que cada esporo tem capacidade de germinação e crescimento, de forma que proporciona o surgimento de um novo organismo. Os esporangiósporos e os conidiósporos auxiliam na sobrevivência das espécies durante a estiagem. Outras espécies, como Nocardia, reproduzem-se por fragmentação das hifas em células baciliformes e cocoides, cada uma capaz de gerar um novo micélio.
Em relação ao requerimento de oxigênio, as actinobactérias são principalmente aeróbias. No entanto, a grande parte já descrita desses organismos é quimioheterotrófica e neutrófila. Devido à produção de uma variedade de enzimas extracelulares, possuem uma grande versatilidade metabólica. Este fato permite o consumo de múltiplas fontes de carbono e de nitrogênio e sobrevivência sob um vasto número de substratos. Essas proteínas favorecem ainda o crescimento primário, facilitação de interações estreitas com outros organismos e geração de metabólitos secundários.

## História
A formação de estruturas filamentosas (hifas) e de esporos acarretou na classificação inicial como fungos. Logo, desde a sua primeira descrição no final do século XIX e por um longo período, as actinobacterias foram consideradas exóticas por apresentarem características típicas de fungos filamentosos e de bactérias. Porém, estudos realizados a partir da década de 1950 possibilitaram um melhor conhecimento das suas estruturas genéticas e das composições químicas celulares. Estes estudos confirmaram sua natureza procariótica retirando-os completamente do Reino Fungi.
Apesar de partilharem uma parte do seu ciclo de vida com esses eucariotos, a verificação de sua suscetibilidade a agentes antibacterianos e a ausência de membrana nuclear, evidenciaram que os actinomicetos estavam mais próximos dos procariotos, o que incitou investigações mais apuradas. Foram encontradas várias características que esses microorganismos compartilhavam com as bactérias, como a presença de peptideoglicano na parede celular, que explica a vulnerabilidade aos antibióticos efetivos frente a gram-positivos; a síntese de lisina via ácido diaminopimélico (DAP); a inexistência de esteróis; quando presente, flagelo tipicamente bacteriano; o diâmetro pequeno da hifa e a sensibilidade a fagos.

## Taxonomia
A confusão inicial de identidade desse filo de bacteria refletiu intensamente na sua posição taxonômica. Desde os primeiros relatos como patógenos de animais até o começo da ampla exploração como produtores de substâncias antibióticas, uma vasta quantidade de denominações e de descrições com sobreposições foi gerada, tornando insatisfatória a sua classificação. A grande variedade morfológica desses procariotos e a falta de um consenso quanto aos critérios taxonômicos que deveriam ser aplicados são utilizados para justificar essa desordem inicial na sistemática desses microorganismos, que eram essencialmente agrupados considerando-se os aspectos morfológicos e certas propriedades fisiológicas.
Um fator importante comum encontrado nesse grupo é a variabilidade de características genéticas, por exemplo, a formação de micélio aéreo, a pigmentação, a esporulação, a resistência à antibióticos e os agentes genotóxicos, como a irradiação ultra vermelha assim como a produção de antibióticos. Por isso, agrupar taxonomicamente este grupo é uma atividade complexa, exigindo a utilização de métodos que levem em conta diversas características fisiológicas e morfológicas. A aplicação do conhecimento dos componentes químicos celulares e o emprego dessas características em classificação e identificação de organismos, a quimiotaxonomia, contribuiu significativamente para a sistemática das actinobactérias. A associação dessa abordagem com a taxonomia numérica, isto é, a ordenação dos microorganismos descritos em grupos homogêneos utilizando um enorme conjunto de dados fenotípicos, evidenciou a heterogeneidade dos gêneros já conhecidos. Entretanto, ainda não era simples aprofundar a classificação a níveis menores, como espécie e subespécie, bem como esclarecer a filogenia desses procariotos. Dessa forma, a sistemática molecular, a utilização de métodos de análises de ácidos nucleicos na ciência da classificação biológica, possibilitou a reconstrução das relações evolutivas entre os organismos nos mais diferentes graus na hierarquia taxonômica e em validar e/ou complementar o que já havia sido estruturado pelas outras estratégias.
Nas últimas décadas, o uso integrado dos caracteres genotípicos e fenotípicos derivados por essas abordagens, a taxonomia polifásica, é adotada difusamente na classificação de organismos procarióticos, fornecendo, por meio da escolha de critérios que auxiliem na ampliação da qualidade dos dados gerados, o estabelecimento de nomenclatura estável e identificação mais segura. A melhora no caso de táxons completos, baseada em forma e função, é claramente evidente para as actinobactérias, em que as avaliações quimiotaxonômicas, estudos de filogenia gerados pela determinação das sequências da menor subunidade (16S) do rRNA (ácido ribonucleico) e em hibridizações de ácidos nucleicos revolucionaram a forma como novos isolados são classificados a nível de gênero e espécie.
Com base nas árvores filogenéticas geradas a partir das análises dos segmentos gênicos do 16S rRNA, esses procariotos pertencem ao filo Actinobacteria, uma das principais e mais antigas linhagens dentro do Domínio Bacteria.  De acordo com a mais recente atualização, o filo engloba 6 classes (Actinobacteria, Acidimicrobiia, Coriobacteriia, Nitriliruptorales, Rubrobacteria e Thermoleophilia), mais de 67 famílias, 29 ordens, 391 gêneros e milhares de espécies.

## Morfologia e estrutura celular
A morfologia dos microorganismos desse imenso filo é variável. Podem-se notar formas como a cocoide (Micrococcus), cocobacilar (Arthrobacter), aquelas em que ocorre fragmentação da hifa (Nocardia spp.), e outras que podem ser altamente diferenciadas em um micélio ramificado (Streptomyces), contudo que podem não formar uma porção aérea (Actinoplanes).
De modo abrangente, as actinobactérias apresentam organização celular procariótica típica, constituindo-se de uma região nuclear fibrilar e um citoplasma granuloso com ribossomos de até 12 nm de diâmetro, podendo ainda comportar uma multiplicidade de inclusões, dependendo do organismo, do tempo de crescimento e do meio de cultivo utilizado. A parede celular (10 a 20 nm de espessura) é geralmente composta por uma rígida matriz de peptideoglicano com um ou mais polímeros associados. Além disso, a membrana plasmática (7 a 10 nm de espessura) possui a bicamada fosfolipídica com proteínas intercaladas.

## Habitat
As actinobactérias constituem um grupo bem-sucedido de organismos quanto ao habitat, ocorrendo em uma multiplicidade de ambientes, tanto naturais quanto nos modificados pela ação humana. Estão extensivamente distribuídas no solo e em outros ambientes terrestres. A maioria das espécies é saprofítica, contudo existem aquelas que formam associações mutualísticas e parasíticas com outros organismos. Assim, diferentes estilos de vida podem ser encontrados, incluindo habitantes do solo (Streptomyces spp.), comensais de plantas (Leifsonia spp.), simbiontes fixadores de nitrogênio (Frankia), residentes do trato gastrintestinal (Bifidobacterium spp.) e patógenos (Mycobacterium spp., Nocardia spp., Tropheryma spp., Corynebacterium spp., Propionibacterium spp.).

## Importância
1. No solo: papel na reciclagem e mineralização de compostos. São comumente vistos como os microorganismos mais ativos nos estágios tardios da decomposição de plantas e outros materiais, participando decisivamente da degradação de polímeros complexos e relativamente recalcitrantes, como queratina e quitina. Essa capacidade deve-se à produção de um repertório de complexos enzimáticos liberados em consequência de variados estímulos ambientais. Também têm sido associadas com a síntese e degradação de compostos húmicos, além de responderem à presença de poluentes e outras substâncias que não são naturais (inseticidas, pesticidas e herbicidas). Adicionalmente, são fundamentais na rizosfera, por estarem inclusos na população microbiana simbiótica que cresce em associação próxima com as plantas e devido à supressão do crescimento de patógenos de raízes, por meio da antibiose.[29][31][32][33] Os representantes do gênero Frankia vivem em simbiose com as raízes de plantas superiores (por exemplo, da Casuarina sp.), onde levam à formação de nódulos, no interior dos quais ocorre fixação de nitrogênio.[7] No processo de compostagem, as actinobactérias, principalmente o gênero Streptomyces, atuam na degradação de moléculas complexas, tais como celulose, lignocelulose, xilana e lignina, abundantes na biomassa vegetal.[34][35] O produto final da compostagem pode ser utilizado na produção de cogumelos comestíveis, como fertilizante para agricultura, cultivo de vegetação em acostamentos de estradas, como biofiltros e na biorremediação.[36] Estes microrganismos também decompõem restos animais e vegetais resultando em substâncias húmicas que em conjunto com outros materiais da decomposição, promoverão a agregação de partículas primárias e à formação de agregados do solo.[37] Além disso, as actinobactérias possuem grande potencial como agente de controle biológico de fitopatógenos, pois ao se associarem à planta hospedeira, produzem antibióticos, sideróforos e enzimas com ação antimicrobiana.[38]
2. No petróleo: em casos de derramamento do óleo no meio ambiente, as actinobaterias atuam na degradação do petróleo, por meio da decomposição das substâncias orgânicas e redução da toxicidade no ambiente contaminado.[39] Desta forma, a composição do óleo é alterada pela ação microbiota de acordo com o potencial diversificado dos gêneros, tais como, Pseudomonas, Rhodococcus e Streptomyces que utilizam a cadeia de alcanos e através da β-oxidação dos compostos aromáticos produzem lipídios com diferentes complexidades e funções.[40][41]
3. Na indústria e economia: produtos naturais provenientes das actinobactérias são fontes de moléculas bioativas com grande potencial para o desenvolvimento de produtos na indústria farmacêutica, incluindo aqueles utilizados ensaios clínicos para o tratamento do câncer.[42] Os microrganismos sintetizam diversas substâncias químicas para a produção de antibióticos, imunossupressores, anticancerígenos, agentes redutores de colesterol, entre outros.[43] Em seres humanos, essas bactérias também foram descritas como agentes potenciais na ação contra diversos tipos de microrganismos patogênicos.[44]  Após a descoberta da actinomicina por Wasksman e Woodruff em 1940, membros da ordem Actinomycetales, tornaram-se uma das principais fontes de antibióticos tais como antraciclinas, cloranfenicol e tetraciclinas.[45][46]  Os representantes do gênero Streptomyces produzem importantes antibióticos, como a estreptomicina, sintetizada por S. griseus, a clorotetraciclina, sintetizada por S. aureofaciens, a terramicina, sintetizada por S. rimosus, entre muitos outros. Mais de oitenta antibióticos já foram obtidos de espécies do gênero Streptomyces.
4. No organismo: muitos Actinomicetos causam graves moléstias no homem e nos animais. Entre os patógenos, podemos mencionar o Mycobacterium tuberculosis, causador de tuberculose e o Mycobacterium leprae, causador da lepra. No gado, a actinomicose é causada por Actinomyces bovis.[7] Outros exemplos de Actinobactérias úteis ao homem são os representantes do gênero Bifidobacterium. Outro agravo à saúde pode ser causado pela bactéria Actinomyces israelii, que resulta em uma infecção gengivas, tonsilas e dentes, sendo mais conhecida como Actinomicose. Habitantes normais do microbiota do trato gastrointestinal, estas bactérias imóveis e anaeróbicas desempenham papel fundamental na regulação da atividade intestinal normal, principalmente em lactentes.[7]  - Mycobacterium tuberculosis

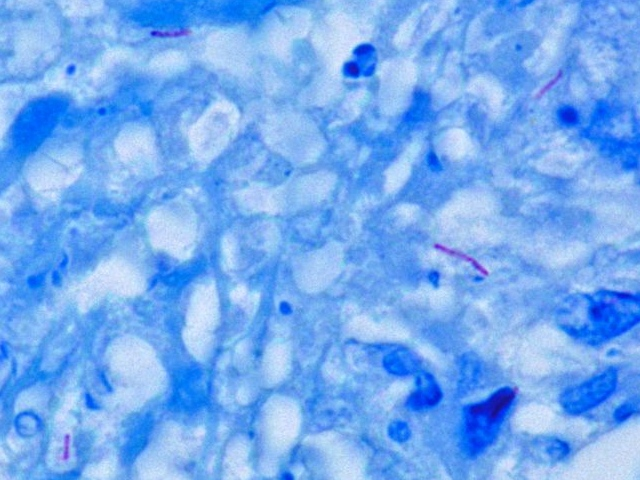
Mycobacterium tuberculosis

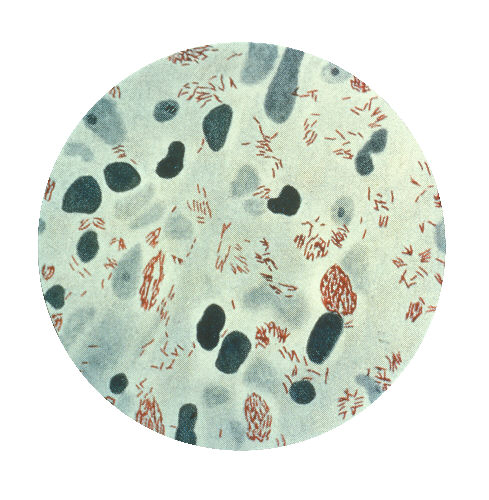
Mycobacterium leprae

  - Mycobacterium leprae

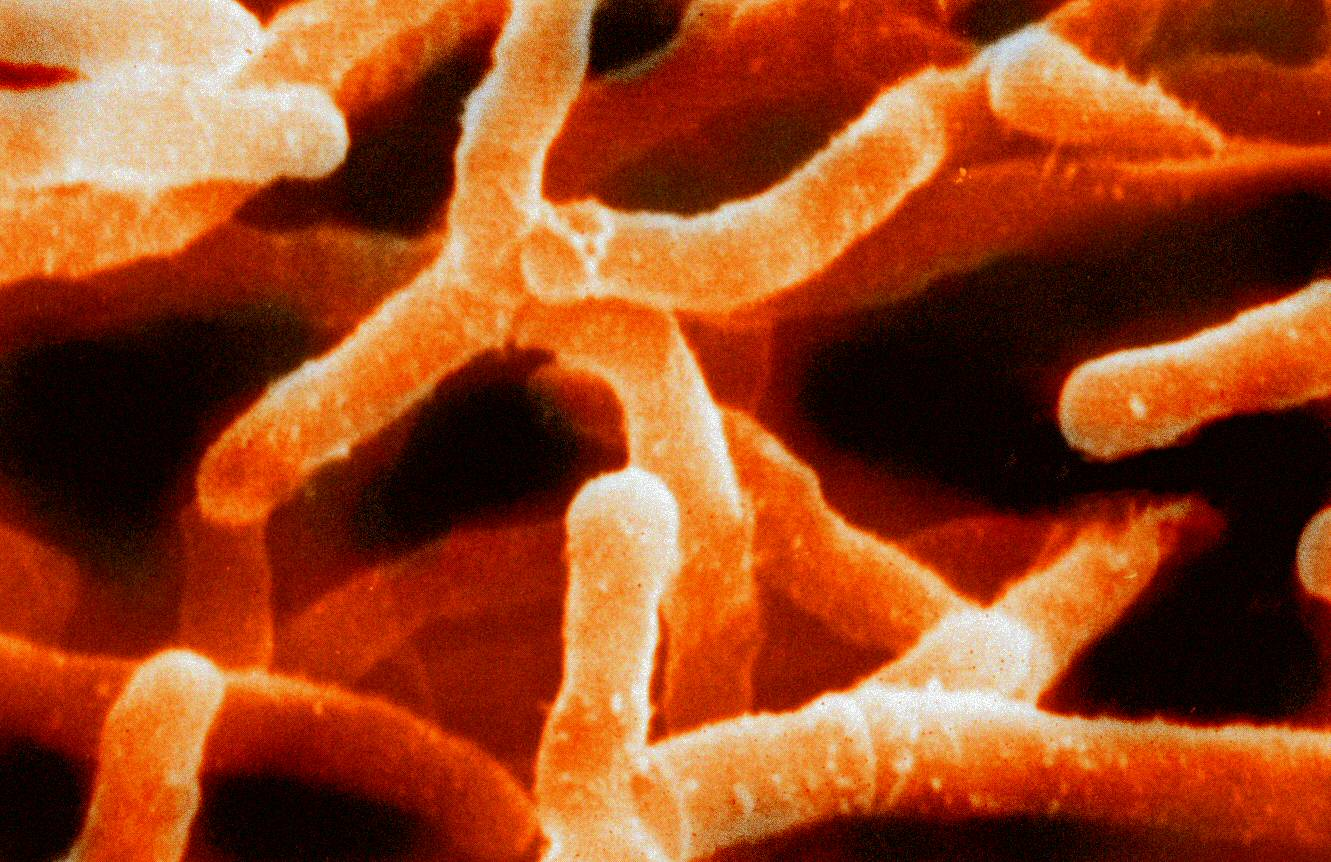
Actinomyces israelii

## Alguns gêneros representativos
- Actinomyces - actinomicose
- Arthrobacter
- Bifidobacterium - o principal elemento da flora intestinal humana
- Corynebacterium - difteria
- Frankia
- Micrococcus
- Micromonospora
- Mycobacterium - lepra e tuberculose
- Nocardia - nocardiose
- Propionibacterium - acne
- Streptomyces
- Rhodococcus